# Orlyval
Orlyval è una metropolitana leggera che serve l'aeroporto di Parigi Orly, nel comune di Orly, connettendosi alla stazione di Antony della RER B, nel comune di Antony, in Francia. Il percorso tra Antony e Orly 1, 2, 3 viene compiuto in 7 minuti; un ulteriore minuto di tragitto porta al terminal di Orly 4.
È stata aperta il 2 ottobre 1991, ed è la seconda linea che utilizza il sistema automatico VAL.
La costruzione è stata controversa: i concorrenti proposero un collegamento di trasporto pubblico per l'aeroporto coinvolgendo una linea ferroviaria integrata alla rete RER, che avrebbe consentito a treni di diverse origini di servire l'aeroporto. L'opzione è stata vista come la meno integrata con il resto della rete. Comunque, i piccoli treni hanno permesso di costruire stazioni allo stesso livello e molto vicine ai terminali.
Inizialmente la linea era gestita dalla Matra (produttrice dei treni), ma siccome la costruzione e i costi operativi erano troppo alti per generare profitto, è stata ceduta alla RATP. Rimane, tuttavia, l'unica linea di trasporto pubblico nella regione di Parigi in cui la Carte Orange e le altre tessere non sono valide.

## Mappa

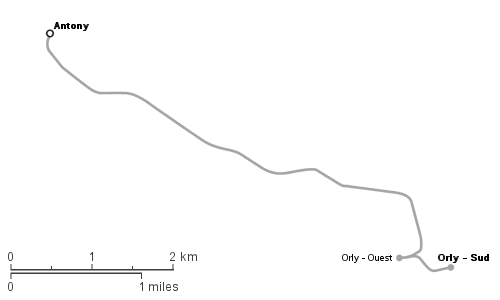
Mappa accurata dell' Orlyval.